# Белые Берега
Бе́лые Берега́ — посёлок городского типа в Брянской области России, в составе городского округа город Брянск (Фокинский район).
Население — 7412 человек (2021).
Крупнейший из населённых пунктов Брянской области, не имеющих собственных органов местного самоуправления.
Расположен в 15 км от восточной окраины областного центра, на реке Снежеть, плотина на которой образует Белобережское озеро — крупнейшее искусственное озеро Брянской области. Со всех сторон окружён легендарными Брянскими лесами.
Железнодорожная станция на линии Брянск — Орёл.
Непосредственно вблизи Белых Берегов находится развязка крупных автомагистралей М3 Москва—Киев и А141 Орёл—Смоленск.

## История
Датой основания нынешнего городского поселения принято считать 1868 год, когда была открыта железнодорожная станция Белые Берега на линии Брянск — Орёл. Но ещё в 1700-х годах в 6 км от нынешнего посёлка был основан мужской монастырь Белобережская пустынь, от названия которого вся окружающая местность стала называться Белыми Берегами (что позднее и дало название станции). Бурное развитие посёлка началось в 1920-х годах в связи со строительством Брянской ГРЭС.
Статус посёлка городского типа присвоен постановлением Президиума ВЦИК от 20 ноября 1932 года.
В годы Великой Отечественной войны посёлок был оккупирован немецко-фашистскими войсками с октября 1941 по 12 сентября 1943 года.

### Административное подчинение
- до 1924 года — в составе Супоневской волости Брянского (с 1921 — Бежицкого) уезда,
- до 1929 — в Бежицкой волости (Малополпинский сельсовет),
- с 1929 — в Брянском районе,
- с 21 августа 1952 года — в подчинении городу Брянску[4],
- с 1957 — в подчинении Фокинскому району города Брянска[3].

## Население
| 1939  | 1959  | 1970    | 1979    | 1989    | 2002    | 2009  |
| ----- | ----- | ------- | ------- | ------- | ------- | ----- |
| 4897  | ↗7891 | ↗11 113 | ↗11 272 | ↘10 759 | ↘10 637 | ↘9810 |
| 2010  | 2012  | 2013    | 2014    | 2015    | 2016    | 2017  |
| ↘9642 | ↘9431 | ↘9281   | ↘9155   | ↘9109   | ↘9033   | ↘8909 |
| 2018  | 2019  | 2020    | 2021    |         |         |       |
| ↘8768 | ↘8590 | ↘8450   | ↘7412   |         |         |       |

## Экономика
Основные предприятия Белых Берегов:
- Брянская ГРЭС
- ООО «Брянская бумажная фабрика»
- ООО «Браво-мебель»

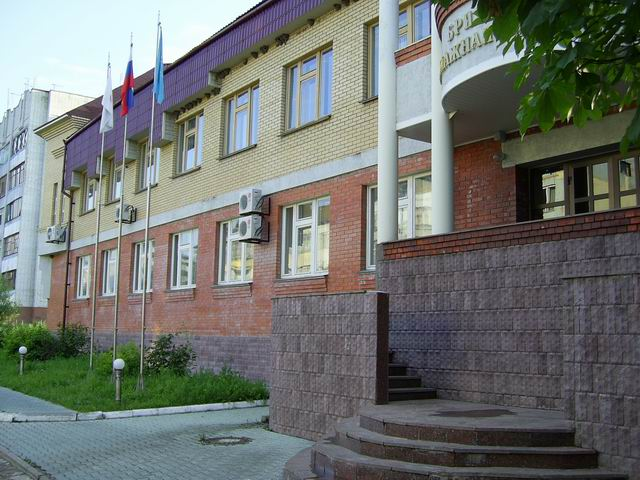
Брянская бумажная фабрика

- фабрика гофрированного картона «Брянский картон»
- АО «Завод «Снежеть»
- мебельная фабрика «Белые Берега»
- ООО «Мебельград»
- ООО «Мебельный комфорт»

## Достопримечательности
К западу от посёлка находится монастырь Белобережская пустынь, крупнейший мемориальный комплекс Брянской области «Партизанская поляна», обширная санаторно-оздоровительная зона. В 10 км к югу — мемориальный комплекс «Хацунь» (на месте деревни, сожжённой фашистскими оккупантами).

## Экологическая ситуация
Долгое время экологическая ситуация в пгт Белые Берега была неблагоприятной из-за значительного загрязнения атмосферы выбросами Брянской ГРЭС, работавшей на торфе. С середины 1990-х годов ГРЭС была переведена на газ; положение значительно улучшилось. Однако с 2007 года вызывает тревогу состояние так называемого «тёплого канала» — незамерзающего искусственного русла, служившего для отвода нагретой воды с турбин ГРЭС. Тёплый канал был построен в конце 1950-х годов; за прошедшие полвека он стал не только излюбленным местом отдыха, но вокруг него сформировалась своеобразная миниатюрная экосистема. С 2007 года, в связи с прекращением регулярного сброса тёплой воды, канал превратился в застойный водоём, в настоящее время уже непригодный не только для купания, но даже для обитания прежней флоры и фауны. 

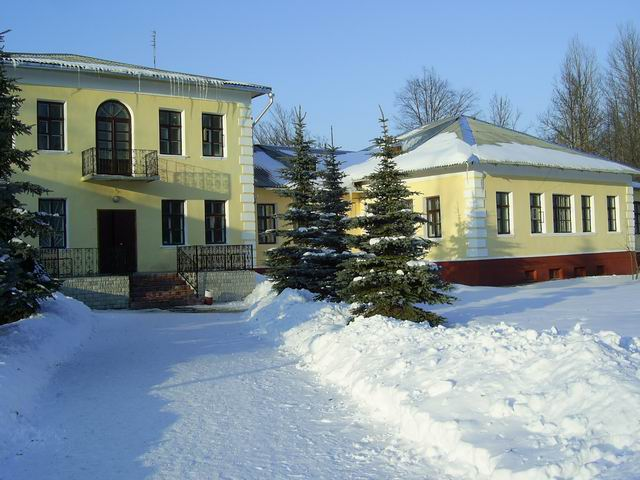
Школа искусств в Белых Берегах

## Транспорт
Осуществляется регулярное сообщение с Брянском автобусами и маршрутными такси. Пригородными поездами Белые Берега напрямую связаны также с Карачевом и Орлом.

## Образование и культура
Действуют две полные средние общеобразовательные школы (№ 29 и № 30), два детских сада, школа искусств, техническое училище (№ 16). Во Дворце Культуры и физкультурно-оздоровительном комплексе работают многочисленные кружки и спортивные секции.
С Белыми Берегами связаны последние 27 лет жизни писателя Н. И. Родичева, в память которого проводится ежегодный поэтический праздник.

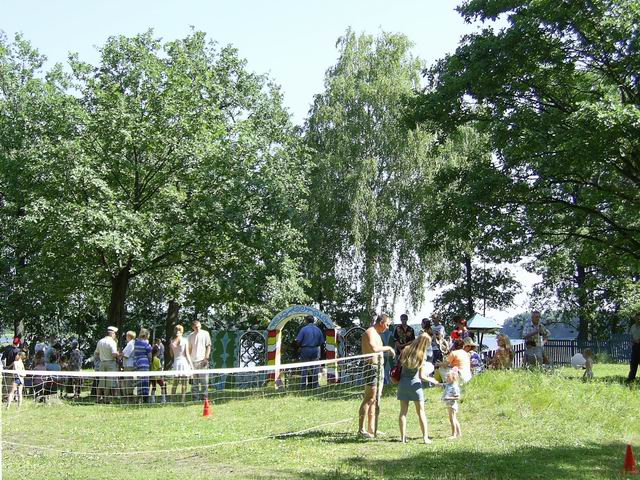
Летний день на белобережском пляже

## Спорт
В посёлке имеются стадион «Спартак», футбольный клуб — «Мебельщик», а также три спортивных зала.

## Известные белобережцы
- Тодадзе, Михаил Ильич (1909—1987) — почётный гражданин Белых Берегов, бывший председатель Белобережского исполкома.
- Кучеров, Пётр Владимирович (1921—1989) — почётный гражданин Белых Берегов, Герой Советского Союза.
- Родичев, Николай Иванович (1925—2002) — русский советский писатель, журналист, член Союза писателей СССР.